# Bacanius
Bacanius är ett släkte av skalbaggar. Bacanius ingår i familjen stumpbaggar.

## Dottertaxa tillBacanius, i alfabetisk ordning[1]
- Bacanius acicularis
- Bacanius acuminatus
- Bacanius africanus
- Bacanius albiusi
- Bacanius ambiguus
- Bacanius andrei
- Bacanius angolensis
- Bacanius angulosus
- Bacanius auctus
- Bacanius baloghi
- Bacanius bicolor
- Bacanius borbonicus
- Bacanius bougainvillei
- Bacanius camerunus
- Bacanius cavisternus
- Bacanius charriei
- Bacanius christinae
- Bacanius cinghalanus
- Bacanius collettei
- Bacanius comorensis
- Bacanius consobrinus
- Bacanius convergens
- Bacanius cooki
- Bacanius crenulatus
- Bacanius creolus
- Bacanius debilitans
- Bacanius dentrecasteauxi
- Bacanius fauveli
- Bacanius ferrugineus
- Bacanius franzi
- Bacanius gestroi
- Bacanius globulinus
- Bacanius gomyi
- Bacanius gourvesi
- Bacanius granulosus
- Bacanius greensladei
- Bacanius hatchi
- Bacanius hemisphaeroides
- Bacanius humicola
- Bacanius insularis
- Bacanius irlanda
- Bacanius kapleri
- Bacanius kaszabi
- Bacanius kurbatovi
- Bacanius lableri
- Bacanius laperousei
- Bacanius lawrencei
- Bacanius leleupi
- Bacanius lotus
- Bacanius lucidus
- Bacanius mameti
- Bacanius martensi
- Bacanius mikado
- Bacanius misellus
- Bacanius montanus
- Bacanius niponicus
- Bacanius nobleti
- Bacanius norfolcensis
- Bacanius papulatus
- Bacanius peckorum
- Bacanius permirus
- Bacanius perreti
- Bacanius peruvianus
- Bacanius peyrierasi
- Bacanius punctiformis
- Bacanius punctiger
- Bacanius quartus
- Bacanius remingtoni
- Bacanius rhodesicus
- Bacanius riftensis
- Bacanius rombophorus
- Bacanius rugisternus
- Bacanius rugosifrons
- Bacanius saegeri
- Bacanius scalptus
- Bacanius schmidti
- Bacanius sculptisternus
- Bacanius similis
- Bacanius striatinotum
- Bacanius subcarinatus
- Bacanius sulcisternus
- Bacanius suturalis
- Bacanius szyszkoi
- Bacanius tantillus
- Bacanius therondi
- Bacanius tonkinensis
- Bacanius usambaricus
- Bacanius vadoni
- Bacanius wauensis
- Bacanius verschureni